# Itaba
Itaba é uma das onze comunas existentes na província de Gitega, no Burundi.